# 송장벌레
송장벌레(학명: Nicrophorus japonicus 니크로포루스 야포니쿠스[*])는 송장벌레과 곤봉송장벌레아과 송장벌레속에 딸린 딱정벌레의 일종이다. 1877년 에드가 폰 해롤드 남작이 기재했다. 한자어로는 매장충(埋裝蟲)이라고도 한다.
검은색 몸과 머리에 날개딱지에는 주황색 얼룩무늬가 있다. 위아래로 길쭉한 몸에 길이가 약 20mm 정도에 이른다. 주로 썩어가는 동물의 시체에 모여들어 포식한다. 한반도, 일본 열도, 대만, 중국 대륙, 몽골, 러시아 등지에 분포한다. 몸길이는 22 mm 안팎이다.